# Lewis Golding Arnold
Pour les articles homonymes, voir Arnold.
Lewis Golding Arnold (15 janvier 1817 - 22 septembre 1871) est un officier de carrière de l'armée des États-Unis et un brigadier général de l'armée de l'Union lors de guerre de Sécession, essentiellement remarqué pour ses états de service en Floride.

## Avant la guerre
Lewis G. Arnold naît à Perth Amboy, au New Jersey, et est diplômé de l'académie militaire de West Point en 1837, se classant dixième de sa promotion,. Il combat lors de la deuxième guerre séminole. Il prend part au déplacement de la nation Cherokee vers l'ouest(p14). Il est transféré ensuite sur la frontière canadienne(p9).
Lors de la guerre américano-mexicaine, il accompagne le général Winfield Scott lors de la campagne contre Mexico. Il est légèrement blessé lors du siège de Vera Cruz(p14). Puis il est sévèrement blessé à Chuburusco(p14). Après la guerre, il commande de nouveau des troupes en Floride, et mène un détachement contre les indiens séminoles en avril 1867 lors de la bataille de Big Cypress.
Au début 1861, Arnold est stationné au fort Independence dans le port de Boston(p14).

## Guerre de Sécession
Après le déclenchement de la guerre de Sécession, il est promu commandant dans l'armée régulière au sein du 2nd United States Artillery et est affecté au fort Jefferson à Dry Tortugas, FL (en), en janvier 1861, quittant son commandement de fort Independence, MA. Il met en état de défense le fort, faisant acheminer des canons en provenance de Key West. Le fort ne sera jamais attaqué(p14).
Promu commandant en mai, il est envoyé en août au fort Pickens tenu par l'Union(p14).
En octobre 1861, il aide à repousser une attaque confédérée sur Santa Rosa Island, et refuse sur un ton de défi de rendre l'avant-poste pendant les trois différents bombardements de l'artillerie confédérée. Il reste là-bas jusqu'en mai 1862, ayant rendu un service incomparable lors de la défense du fort, qui reste dans les mains de l'Union tout au long de la guerre. En janvier 1862, il est promu brigadier général. Le 22 février 1862, il succède au colonel Harvey Brown au commandement du département de Floride(p131). En octobre 1862, il est transféré au commandement de la ville de la Nouvelle-Orléans (en) après qu'elle tombe dans les mains des forces de l'Union.
Le 10 novembre 1862, il est frappé par une attaque cérébrale alors qu'il passe en revue les troupes(p14), et est placé en congé maladie pendant plus d'une année, les responsables de l'armée espérant qu'il recouvre la santé. 
En août 1863, il est promu lieutenant-colonel dans l'armée régulière(p14).
Lorsqu'il devient évident que son état est permanent, il en mis en retraite de l'armée en février 1864(p14).

## Après la guerre
Arnold meurt 8 ans plus tard à Boston, Massachusetts, et est enterré dans le cimetière de l'église épiscopale St. Mary (en) à Newton Lower Falls (en).